# Johann Andreas Kommerell
Johann Andreas Kommerell (* 26. Juni 1767 in Tübingen; † 16. September 1817 ebenda) war ein württembergischer Gastwirt, Politiker und Bürgermeister von Tübingen. Er führte die Gaststätte „Zum Ochsen“, außerdem hatte er das Amt des Königlichen Oberpostmeisters inne.

## Leben
Johann Andreas Kommerell war der älteste  Sohn von Andreas Kommerell (1741–1824), der Gastwirt und Reichsposthalter war, und dessen Frau, Maria Barbara geb. Weimer (1747–1801), einer Tochter des Tübinger Klostermetzgers und Metzgerzunftobermeisters Johann Jakob Weimer. Kommerell hatte 14 Geschwister, wovon vier die Kindheit nicht überlebten. Der Vater war später, ab 1771, auch Ratsverwandter und ab 1788 (bis 1817) Gerichtsverwandter im Tübinger Rathaus.
Johann Andreas Kommerell übernahm seine Tätigkeiten von seinem Vater: Als Gastwirt führte er die Gaststätte „Zum Ochsen“. Er führte außerdem die Post in Tübingen – nach der Umgestaltung des Herzogtums zum Königreich 1806 wurde er als Königlicher Oberpostmeister tituliert. Seit 1796 war er zudem Ratsverwandter und 1806 stieg er zum Gerichtsverwandten und gleichzeitig zum Bürgermeister von Tübingen auf.
Da die von ihm gepachtete Auchtwiese überschwemmt worden war, hat man ihm nach einer „allergnädigsten Resolution“ vom 19. Mai 1806 die 25 fl Pacht erlassen, die er zu Martini (11. November) 1804 hätte zahlen sollen. Gleichzeitig pachtete Kommerell die Spitalgüter für 210 fl.
Das Amt des Bürgermeisters hatte er bis zu seinem Tod im Alter von 50 Jahren inne. Er teilte es in der ganzen Amtszeit mit Johann Jacob Rehfuß, bis 1815 mit Johann Immanuel Bossert und Johann Friedrich Kierecker, sowie ab 1816 mit Johann Andreas Laupp. Kommerell starb an Wassersucht.

## Familie
Johann Andreas Kommerell war zweimal verheiratet. Seine erste Frau heiratete er am 19. Januar 1793 in Tübingen. Es war Johanne Friederike geb. Baitenmann (* 21. Dezember 1769; † 8. Dezember 1812), eine Tochter von Johann Georg Baitenmann, der Löwenwirt in Darmsheim (heute Stadtteil von Sindelfingen) war. Mit ihr hatte er sechs Kinder, wovon drei die Kindheit überlebten.
- Johann Andreas (* 6. September 1794; † 14. Juli 1795)
- Ferdinand Andreas (* 6. April 1796; † 7. August 1796)
- Ludwig Friedrich (* 24. August 1797; † 17. Dezember 1847 in Cannstatt)
- Johanne Friederike (* 14. März 1800; † 1. Juni 1802)
- Heinrich Friedrich (* 17. Februar 1802; † 1. Dezember 1872 in Maulbronn)
- Christine Friederike (* 28. September 1804; † 4. Februar 1852), ⚭ am 17. September 1829 mit dem Tübinger Kaufmann Gottfried Louis Walker (1798–1866)

Seine zweite Frau heiratete er am 9. Oktober 1813 ebenfalls in Tübingen. Es war Karoline Friederike geb. Kepler (* 28. November 1782 in Wildbad; † 3. Mai 1865 in Stuttgart), eine Tochter von Johann Friedrich Kepler, der Bärenwirt und Bürgermeister in Wildbad war. Mit ihr hatte er drei Kinder, die alle früh verstarben.
- Marie Caroline (* 3. September 1814; † 9. September 1814)
- Caroline Marie (* 24. November 1815; † 15. Mai 1818)
- Maria (* 10. Februar 1817; † 29. Juni 1817)